# Calymmaria scotia
Calymmaria scotia är en spindelart som beskrevs av Ernst Heiss och Draney 2004. Calymmaria scotia ingår i släktet Calymmaria och familjen panflöjtsspindlar. Inga underarter finns listade.